# Tropska bolezen
Tropska bolezen je nalezljiva bolezen, ki je posebej pogosta v tropskih in subtropskih predelih sveta oz. je omejena na ta območja. Tropska medicina je panoga medicine, ki se ukvarja s tropskimi bolenzimi. velika vlažnost in visoke temperatute prijajo insektom (komarjem, muham)
Nekatere pogoste tropske bolezni so:
- malarija
- rumena mrzlica
- spalna bolezen
- rečna slepota
- ebola
- Bilharzova bolezen